# Dolichopus rezvorum
Dolichopus rezvorum är en tvåvingeart som beskrevs av Stackelberg 1930. Dolichopus rezvorum ingår i släktet Dolichopus och familjen styltflugor. Inga underarter finns listade i Catalogue of Life.